# Temelji matematike
Temelji matematike je strokovni izraz, ki se včasih uporablja za nekatere veje matematike, kot so matematična logika, aksiomatična teorija množic, teorija dokazov, teorija modelov in teorija rekurzije. Iskanje temeljev matematike je seveda tudi predmet filozofije matematike: na kakšni skrajni osnovi je matematična trditev »pravilna«?